# Nortt/Xasthur
Nortt/Xasthur — спліт-альбом блек-метал гуртів, що складаються з одного учасника, Xasthur (США) та Nortt (Данія), випущений шведським лейблом Total Holocaust Records у грудні 2004 р. 2005 року Southern Lord Records перевидав реліз з різними обкладинками й буклетами на вінилі та CD. Наклад вінилу обмежений, 300 прозорих грамплатівок і 700 чорних. Клавішні на «Lurking in Silence»: Scrying Pattern.

## Список пісень
| #  | Назва                                | Виконавець | Тривалість |
| -- | ------------------------------------ | ---------- | ---------- |
| 1. | «Hedengangen» (Intro)                | Nortt      | 1:54       |
| 2. | «Glemt»                              | Nort       | 7:37       |
| 3. | «Død og borte»                       | Nortt      | 5:53       |
| 4. | «Dystert sind» (Outro)               | Nortt      | 2:21       |
| 5. | «A Curse for the Lifeless»           | Xasthur    | 4:28       |
| 6. | «Blood from the Roots of the Forest» | Xasthur    | 10:24      |
| 7. | «Lurking in Silence»                 | Xasthur    | 4:24       |